# Loumell Morgan
Loumell Morgan (* 27. Oktober 1922 in Raleigh, North Carolina; † Dezember 1983) war ein US-amerikanischer Jazz- und Rhythm-&-Blues-Musiker (Piano und Gesang), der Mitte der 1940er-Jahre in New York City mit einem an Fats Waller erinnernden Klavierspiel und einem an Leo Watson angelehnten Gesangsstil einige Popularität erfuhr.

## Leben und Wirken
Morgan hatte vermutlich bereits mit 15 Jahren erste professionelle Auftritte in seiner Heimatstadt mit der Band von C.S. Belton, bevor er den Capital City Aces und Ende der 1930er-Jahre mit Baron Lee und Tiny Bradshaw spielte, schließlich von 1939 bis 1941 bei Slim Gaillard and His Flat Foot Floogie Boys, an dessen Aufnahmen für Meritt und Vocalion er mitwirkte.
Dann gründete er ein eigenes Piano-Trio, mit dem er unter eigenem Namen zwischen 1943 und 1945 eine Reihe von Titeln für V-Disc einspielte, wie „Take Me Out to the Ball Game“ (V-Disc 478), für Eugene Chadbourne ein „frühes Beispiel für Dekonstruktion in der Musik“, „Slender, Tender and Tall“/„Hit That Jive, Jack“ (V-Disc54b) sowie „Blues in the Night“ und „Them There Eyes“ (V-Disc 118b). In seinem Trio spielten Roosevelt James „Ham“ Jackson (Gitarre, Gesang) und Jimmy Smith (Bass, Gesang). In dieser Zeit trat er mit seinem Programm aus Standards, R&B-Novelties und Americana auch in den Musikfilmen Melody Parade (1943, Regie Arthur Dreifuss) und All by Myself (1943, Regie: Felix E. Feist) auf. Die Musik seines Trios fand Verwendung in dem Zeichentrickfilm Boogie Woogie Man Will Get You If You Don’t Watch Out (1943, Regie Shamus Culhane). Außerdem hatte er Engagements im Jazzclub Downbeat und im New Yorker Apollo Theater, 1949 in Atlantic City.
1945 nahm Loumell für das kleine Plattenlabel Super Disc auf („Good Enough to Keep“/„Garbage Man Blues“); 1946 entstanden Aufnahmen für Apollo („At the Darktown Strutters’ Ball“), bei denen Lynwood „Duke“ Jones Jimmy Smith ersetzte. 1950 spielte er die zwei Titel „Charmaine“ und „Calypso Boogie“ für Columbia ein; 1950/51 entstanden noch Aufnahmen für das lokale Label Sunbeam in Chicago und für Atlantic Records in New York („For All We Know“). 1954 wurde Morgan Mitglied der The Three Flames, mit denen er bis 1964 auftrat.  1976 hatte er als Solist ein Engagement im New Yorker Christy's Skylite Gardens an der 11th Street; 1979–83 trat er noch in dem New Yorker Jazzclub Gregory’s an der 63nd Street auf.
Loumell Morgan schrieb den Titel „The Sheik of Bleeker Street“. Im Bereich des Jazz war er zwischen 1939 und 1951 an 20 Aufnahmesessions beteiligt. Drei von Morgan eingespielte Songs („Blues in the Night“, „Darktown Strutters’ Ball“ „Now Tie Jam“) wurden auf der Kompilation East Coast Jive von Delmark Records wiederveröffentlicht.